# Reynaldo Rayol
Reynaldo Rayol (São Paulo, 26 de julho de 1944 — São Paulo, 15 de junho de 2021) foi um músico e produtor artístico brasileiro, integrante do movimento Jovem Guarda. Era irmão dos cantores Agnaldo Rayol e Ronaldo Rayol.
Iniciou sua carreira em finais da década de 1950 e, em 1961, dividiu com a cantora Cleide Alves e o conjunto Renato e Seus Blue Caps o LP “Twist”, interpretando canções como “Cuide Certinho do Meu Bem” cujo backing vocal foi feito pelo grupo Os Cariocas e “The Peppermint Twist” que, segundo o próprio Reynaldo, teve Roberto Carlos e Wilson Simonal como coristas.
Em 1962 gravou em 78 rpm a canção “Multiplicação”, novamente acompanhado pelo conjunto Renato e Seus Blue Caps. Posteriormente, participou do primeiro programa “Jovem Guarda” apresentado com este nome, que foi ao ar em agosto de 1965, pela TV Record, ao lado de Roberto, Erasmo Carlos, Wanderlea, seu irmão Agnaldo Rayol, Eduardo Araújo e tantos outros nomes pertencentes ao movimento.
No ano 2000 foi lançada pela Emi-Odeon a coleção BIS Jovem Guarda, onde é possível encontrar em dois CDs, a obra completa gravada por Reynaldo Rayol nesse período. Nos últimos anos o cantor se dedicava à produção artística.

## Morte
Rayol faleceu aos 76 anos em 15 de junho de 2021, devido às complicações da COVID-19, após quase um mês internado em um hospital particular de São Paulo.